# Euploea resarta
Euploea resarta är en fjärilsart som beskrevs av Butler 1876. Euploea resarta ingår i släktet Euploea och familjen praktfjärilar. Inga underarter finns listade i Catalogue of Life.